# Итидзё (род)
Итидзё (яп. 一条家 Итидзё-ке) — японский аристократический род, одна из пяти ветвей клана Фудзивара.

## История
Родоначальником рода Итидзё был Итидзё Санэцунэ (1223—1284), сын Кудзё Митииэ (1193—1252). Санэцунэ занимал должности кампаку (1246, 1265—1267) и сэссё (1246—1247).
Род Итидзё был одним из пяти аристократических линий клана Фудзивара, который назначался на должности сэссё и кампаку.

## Главы рода
1. Итидзё Санэцунэ (1223—1284), сын Кудзё Митииэ
2. Итидзё Иэцунэ (1248—1293), сэссё (1274—1275), сын предыдущего
3. Итидзё Итисанэ (1276—1304), сын предыдущего
4. Итидзё Утицунэ (1291—1325), кампаку (1318—1323), сын предыдущего
5. Итидзё Цунэмити (1317—1365), кампаку (1338—1342), старший сын предыдущего
6. Итидзё Фусацунэ (1347/1348 — 1366), младший брат предыдущего
7. Итидзё Цунэцугу (1358—1418), кампаку (1394—1398, 1399—1408, 1410—1418), сын Нидзё Ёсимото (1320—1388) и приёмный сын Итидзё Цунэмити
8. Итидзё Канеёси (1402—1481), сэссё (1432), кампаку (1447—1453, 1467—1470), сын предыдущего
9. Итидзё Норифуса (1423—1480), кампаку (1458—1463), старший сын предыдущего
10. Итидзё Фуюуёси (1465—1514), кампаку (1488—1493, 1497—1501), сын Итидзё Канеёси
11. Итидзё Фусамити (1509—1556), кампаку (1545—1548), второй сын кампаку Итидзё Фусаиэ (1475—1539)
12. Итидзё Канэфую (1529—1554), кампаку (1553—1554), старший сын предыдущего
13. Итидзхё Утимото (1548—1611), кампаку (1581—1585), младший брат предыдущего
14. Итидзё Акиёси (1605—1672), кампаку (1629, 1647—1651) и сэссё (1629—1635, 1647), сын императора Го-Ёдзэя, приёмный сын предыдущего
15. Итидзё Норисукэ (1633—1707), старший сын предыдущего
16. Итидзё Канэтеру (1652—1705), кампаку (1682—1687, 1689—1690) и сэссё (1687—1689), сын предыдущего
17. Итидзё Канэка (1692—1751), кампаку (1737—1746), сын Такацукасы Фусасукэ (1637—1700), приёмный сын предыдущего
18. Итидзё Митика (1722—1769), кампаку (1746—1747, 1755—1757), сэссё (1747—1755), сын предыдущего
19. Итидзё Теруёси (1756—1795), кампаку (1791—1795), сын предыдущего
20. Итидзё Тадаёси (1774—1837), кампаку (1814—1823), сын предыдущего
21. Итидзё Санэмити (1788—1805), старший сын предыдущего
22. Итидзё Тадака (1812—1863), младший брат предыдущего
23. Итидзё Санэёси (1835—1868), сын предыдущего
24. Итидзё Тадасада (1862-?), старший сын предыдущего
25. Итидзё Санэтеру (1866—1924), младший брат предыдущего
26. Итидзё Санэтака (1880—1959), сын предыдущего
27. Итидзё Санэфуми (1917—1985), сын предыдущего
28. Итидзё Санэаки (род. 1945), сын предыдущего

Итидзё Санэцуна (род. 1976), единственный сын и наследник предыдущего.
Дочь 22-го главы рода — левого министра Итидзё Тадаки — императрица Сёкэн, жена императора Мэйдзи.